# Eindige groep
In de groepentheorie, een onderdeel van de wiskunde, is een eindige groep een groep die een eindig aantal elementen heeft. Het aantal elementen van de groep wordt de orde van de groep genoemd. Sommige aspecten van de theorie van eindige groepen zijn in de twintigste eeuw in groot detail onderzocht, in het bijzonder de lokale theorie, en de theorie van de oplosbare groepen van de nilpotente groepen. Het is echter niet mogelijk de structuur van alle eindige groepen compleet te bepalen; daarvoor is het aantal mogelijke structuren te groot. Wel is men er in de twintigste eeuw in geslaagd een classificatie van eindige enkelvoudige groepen op te stellen. Deze eindige enkelvoudige groepen kunnen worden gezien als de bepaling van de "bouwblokken" voor alle eindige groepen, aangezien elke groep een compositiereeks bevat.
Dankzij het werk van de wiskundigen Chevalley en Steinberg is het begrip van eindige analoga van klassieke groepen en daaraan gerelateerde groepen in het tweede deel van de twintigste eeuw sterk toegenomen. Een zo'n familie van groepen wordt gevormd door de algemene lineaire groepen over eindige lichamen/velden. De groepentheoreticus J. L. Alperin heeft hierover het volgende geschreven dat "Het typische voorbeeld van een eindige groep is {\displaystyle GL(n,q)}, de algemene lineaire groep van {\displaystyle n} dimensies over een lichaam/veld met {\displaystyle q} elementen. De student die aan de hand van andere voorbeelden kennis maakt met het onderwerp wordt misleid."
Eindige groepen komen vaak naar voren bij beschouwing van de symmetrie van wiskundige of natuurkundige objecten, als deze objecten slechts een eindig aantal structuurbewarende transformaties toelaten. De theorie van de lie-groepen, die gezien kan worden als zich bezighoudend met "continue symmetrie", is sterk beïnvloed door de geassocieerde weyl-groepen. Dit zijn eindige groepen die worden gegenereerd door spiegelingen die aangrijpen op een eindigdimensionale euclidische ruimte. Eigenschappen van eindige groepen kunnen dus een rol spelen in onderwerpen als de theoretische natuurkunde.

## Aantal groepen van een gegeven orde
Gegeven een positief geheel getal {\displaystyle n}, is het niet eenvoudig het aantal groepen van orde {\displaystyle n} te bepalen (in dit verband worden isomorfe groepen als gelijk beschouwd). Elke groep van priemorde is cyclisch, aangezien de stelling van Lagrange impliceert dat er geen echte ondergroep is behalve {\displaystyle \{0\}}.
- Als {\displaystyle n} het kwadraat van een priemgetal is, zijn er exact twee groepen van orde {\displaystyle n}. Deze zijn beide abels.
- Als {\displaystyle n} een hogere macht van een priemgetal is, geven resultaten door Graham Higman en Charles Sims asymptotisch correcte schattingen van het aantal groepen van orde {\displaystyle n}; dit aantal neemt zeer snel toe naarmate de macht groter is.

Afhankelijk van de priemfactorisatie van {\displaystyle n}, kunnen er enige restricties gelegd worden op de structuur van de groepen van orde {\displaystyle n}, als een consequentie, bijvoorbeeld van resultaten zoals de stellingen van Sylow. Elke groep van orde {\displaystyle pq} is bijvoorbeeld cyclisch, als {\displaystyle p} en {\displaystyle q} verschillende priemgetallen zijn, waarbij {\displaystyle q} kleiner is dan {\displaystyle p} en {\displaystyle p-1} niet deelbaar is door {\displaystyle q}. Als {\displaystyle n} verder geen kwadraten kent, is elke groep van orde {\displaystyle n} oplosbaar. De Stelling van Burnside, die werd bewezen door gebruik te maken van de groepskarakteristieken, stelt dat elke groep van orde {\displaystyle n} oplosbaar is, als {\displaystyle n} deelbaar is door minder dan drie verschillende priemgetallen. De stelling van Feit-Thompson, die een lang, gecompliceerd bewijs kent, stelt dat als {\displaystyle n} oneven is, elke groep van orde {\displaystyle n} oplosbaar is. 
In zekere zin zijn voor elk positief geheel getal {\displaystyle n} de meeste groepen van orde {\displaystyle n} oplosbaar. Dit in te zien voor een bepaalde orde wordt meestal niet als moeilijk ervaren (er is bijvoorbeeld slechts één niet-oplosbare groep van orde 60, terwijl er twee niet-isomorfe abelse groepen van orde 60 en nog verschillende andere isomorfe types van niet-abelse groepen van orde 60 zijn), maar om zo'n stelling te generaliseren voor alle {\displaystyle n} vereist de classificatie van eindige enkelvoudige groepen. Zonder dit classificatietheorema is het niet duidelijk of er een bovengrens is aan het constante aantal van isomorfe types van enkelvoudige groepen van orde {\displaystyle n} (nu de classificatie is gemaakt, is het echter bekend dat de constante 2 de bovengrens is voor alle {\displaystyle n}. Voordat de classificatie er was, heeft men lang gedacht dat er een oneindig aantal waarden {\displaystyle n} zou zijn, waarvoor de twee niet-isomorfe enkelvoudige groepen van orde {\displaystyle n} bestonden).